# Scarabaeus gilleti
Scarabaeus gilleti är en skalbaggsart som beskrevs av Emile Janssens 1940. Scarabaeus gilleti ingår i släktet Scarabaeus och familjen bladhorningar. Inga underarter finns listade i Catalogue of Life.